# Ante Zolnaić
Ante Zolnaić (Subotica, 12. rujna 1929. – Ploče, 16. travnja 1981.) je bački hrvatski književnik i prevoditelj iz Subotice, autonomna pokrajina Vojvodina, Srbija. 

Kako navodi M. Miković: «Od 1953. godine, uz druge subotičke pjesnike svoga naraštaja Zolnaić se javlja u 'Hrvatskoj riječi', na njezinoj 'Književnoj stranici', a od 1955. godine suradnik je subotičkog časopisa 'Rukovet', gdje objavljuje pjesme, piše kritike, prikaze i prevodi s mađarskog jezika. U okviru 'Male biblioteke Rukoveti' 1957. tiskana je zajednička zbirka pjesama '3x20', a u njoj je Ante Zolnaić zastupljen zajedno s Jakovom Orčićem i Ivanom Pančićem – svaki s po dvadeset pjesama. Prvu samostalnu stihozbirku 'Zov krvi' dobiva 1962., potom je uslijedila poetska knjižica 'Igra sreće' 1965. i zbirka 'Kolut gorkog smijeha' 1970. godine. U svojim se stihovima dotiče bitnih pitanja čovjekove egzistencije, među ostalim potaknut srazom između ideala i zadanog društvenog okruženja. Također, upitan je i nad smislom vlastita pjevanja.»
L. Merković, pak, navodi: «U svojim pjesmama ima suvremeni, moderni pjesnički izraz i oblik».
Svojim djelima je ušao u antologiju poezije bunjevačkih Hrvata iz 1971., prof. Geze Kikića, u izdanju Matice hrvatske. Objavljuje od 1949.

## Djela
- 3 x 20 (1957.) zajedno s Jakovom Orčićem i Ivanom Pančićem
- Zov krvi (1962.)
- Igra sreće 1965.)
- Kolut gorkog smijeha (1970.)

## Vanjske poveznice
- Antologija poezije bunjevačkih Hrvata  Arhivirana inačica izvorne stranice od 15. travnja 2008. (Wayback Machine)
- Eötvös József főiskola BajaNemzetiségi referens felsőfokú szakképzési program (PDF) (0,7 MB)